# Fotomaton

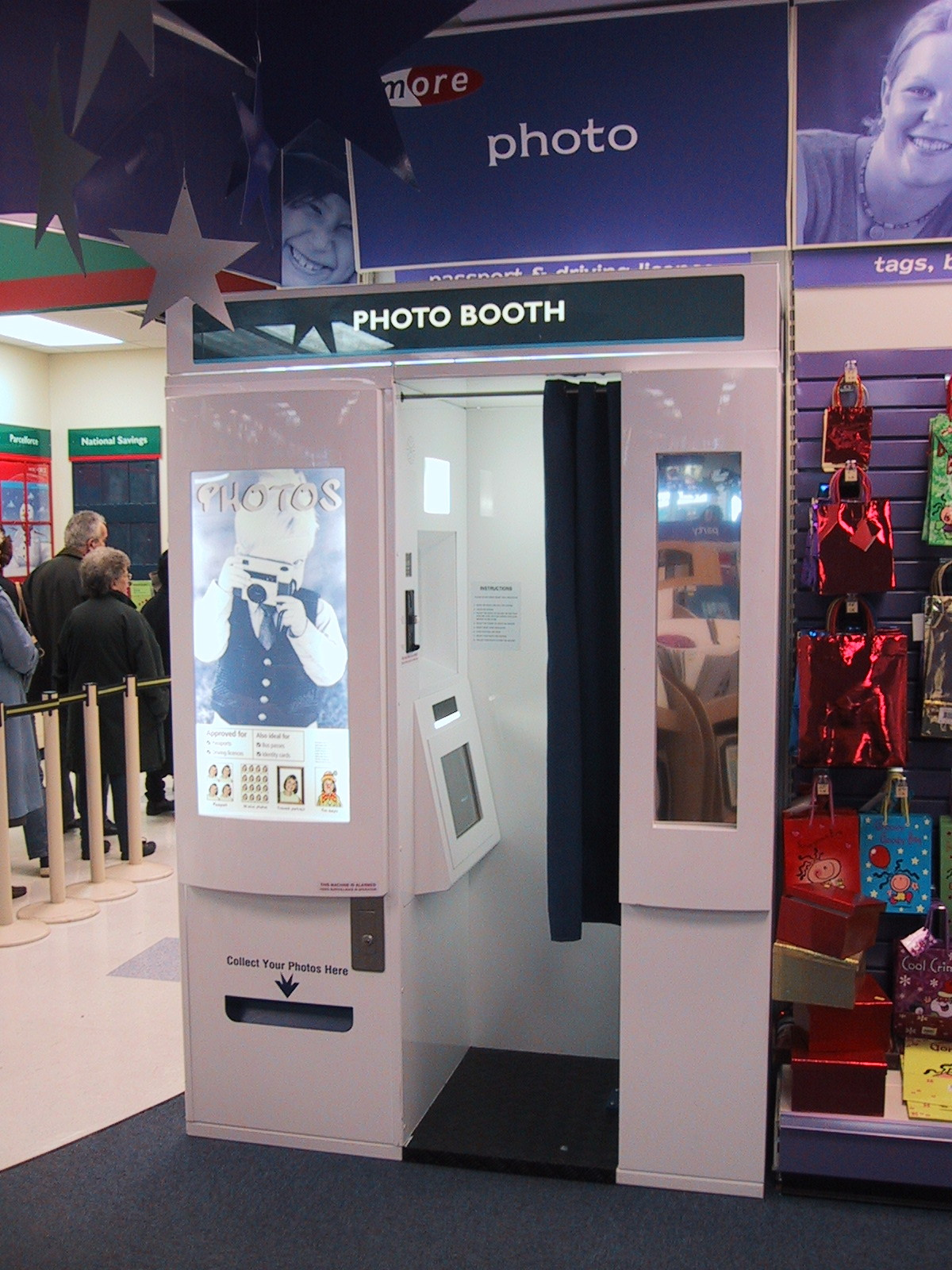
Fotomaton o també anomenada cabina fotogràfica

Un fotomaton és una cabina automàtica per a obtenir fotografies de forma instantània. Conté una càmera i un processador de pel·lícules automatitzats. A dia d'avui, la gran majoria de fotomatons són digitals. Generalment, se situen als carrers o zones públiques i funcionen a l'introduir monedes.

## Història

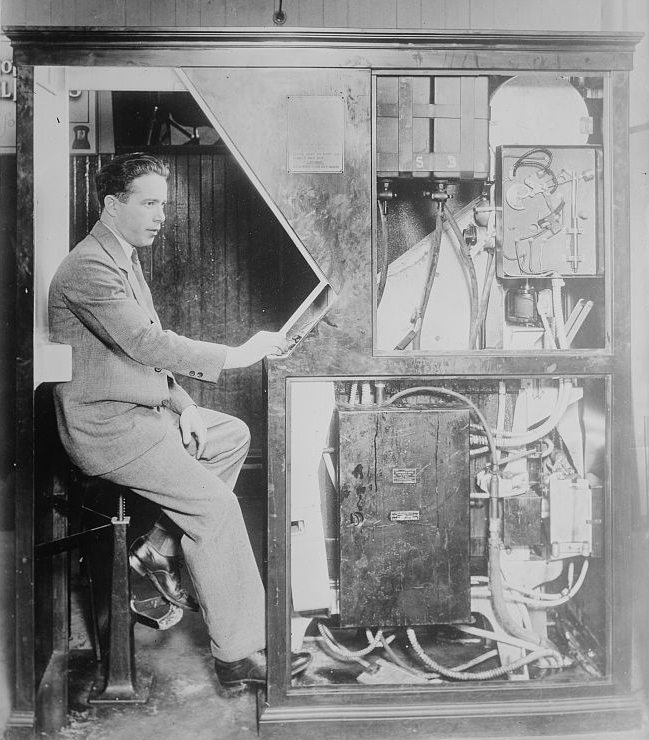
Anatol Josepho a dins del seu fotomaton

La patent de la primera màquina de fotografia automatitzada va ser presentada el 1888 per William Pope i Edward Poole de Baltimore. La primera màquina fotogràfica coneguda que funcionava realment va ser un producte de l'inventor francès T. E. Enjablert, al març del 1889. Es va mostrar a l'Exposició Universal de París del 1889. El fotògraf d'origen alemany, Mathew Steffens de Chicago, va presentar una patent per aquesta màquina el maig del 1889. Però, aquestes primeres màquines de fotografiar no eren prou fiables per ser autosuficients. El primer aparell fotogràfic automatitzat amb èxit comercial va ser el "Bosco" de l'inventor Conrad Bernitt d'Hamburg (patentat el 16 de juliol del 1890). Totes aquestes primeres màquines fotogràfiques automatitzades produïen ferrotips. El primer automàtic fotogràfic amb procés negatiu i positiu va ser inventat per Carl Sasse (1896) d'Alemanya.
El concepte modern de fotomaton amb cortina, que va arribar més tard, es va originar amb Anatol Josepho (anteriorment Josephewitz), que havia arribat als Estats Units des de Rússia el 1923, amb el primer fotomaton que va aparèixer el 1925 a Broadway, a la ciutat de Nova York. Per 25 cèntims, l'estructura amb cortina on s'hi amagava una càmera fotogràfica, enregistrava i imprimia 8 fotografies, un procés que durava uns 10 minuts. Durant els primers sis mesos posteriors a l'aixecament de l'estand, la màquina va ser utilitzada per unes 280.000 persones. En veure l'èxit que va tenir la màquina i a curt termini, Photomaton Company es va crear per tal d'ubicar estands a tot el país. El 27 de març del 1927, a Josepho se li va pagar un milió de dòlars i va garantir els drets d'autor futurs per la seva invenció.
Actualment el major operador i fabricant de fotomatons és Photo-Me International del Regne Unit, amb seu a Bookham, Surrey, i opera en tot el món.

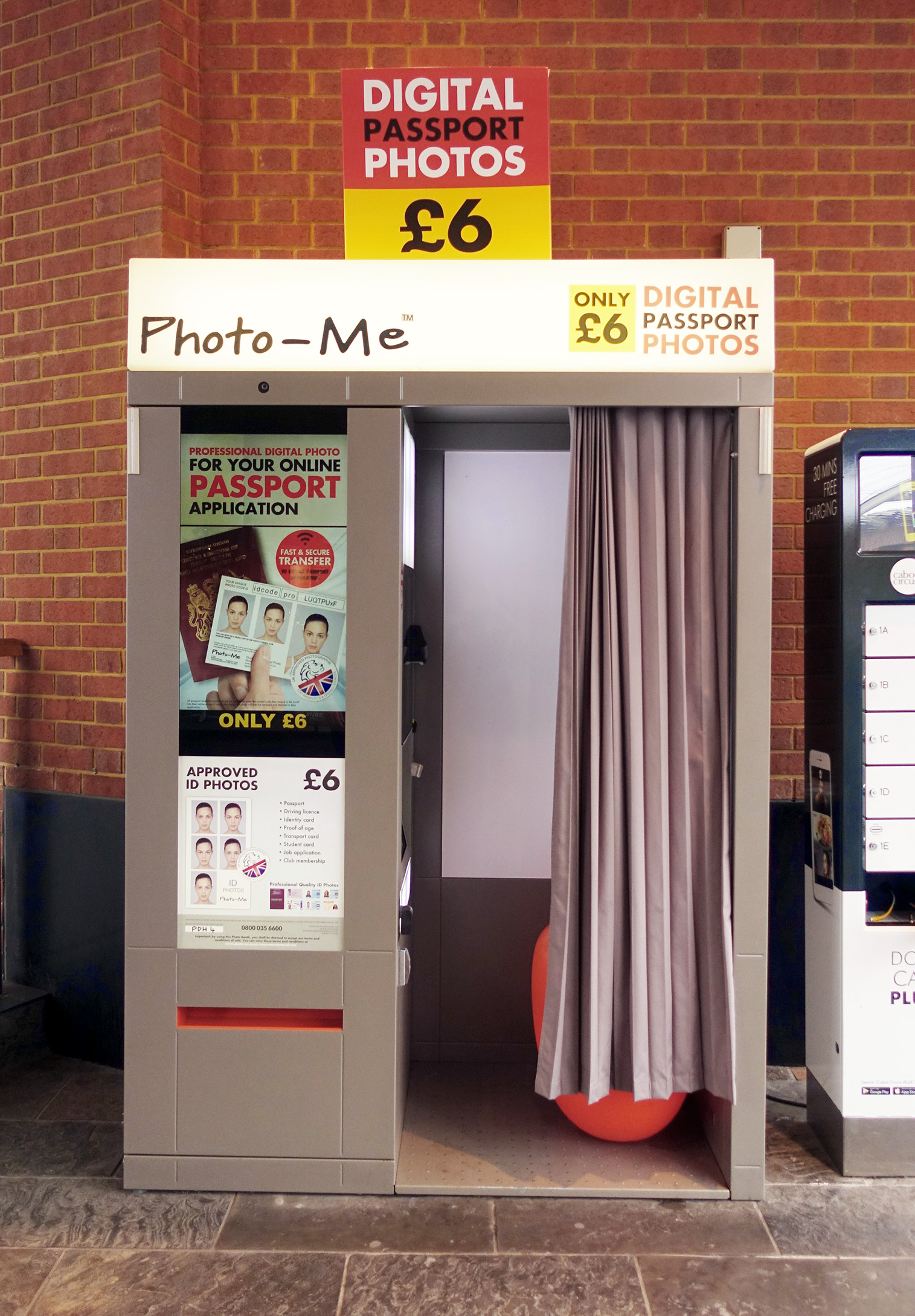
Un fotomaton a Bristol, Anglaterra.

## Funcionament
Després d'haver introduït diners a la màquina, l'usuari es col·loca davant de la càmera per a un número determinat d'exposicions. Normalment, abans de cada fotografia, el fotomaton produeix un senyal, una llum o un xiulet, per avisar a la persona o persones fotografiades perquè es preparin per a la captura. Algunes opcions habituals inclouen la possibilitat d'alterar la il·luminació i els telons de fons, mentre que les versions més recents ofereixen funcions com ara càmeres des d'una gran varietat d'angles, ventiladors, seients i efectes de pantalla blava. Alguns establiments fins i tot ofereixen disfresses i perruques perquè els clients en puguin demanar prestat.
Un cop preses totes les fotografies, (normalment d'entre 3 i 8 fotografies) el fotomaton comença a desenvolupar la pel·lícula fotogràfica. En els antics fotomatons analògics, la pel·lícula porta més temps a revelar-se però, avui dia, amb la tecnologia digital, els fotomatons digitals proporcionen les fotografies en molt menys temps. Les dimensions i formatis d'aquestes impressions varien segons la configuració de la màquina o l'elecció de l'usuari.
Els clients seleccionen les imatges que volen conservar i les poden personalitzar mitjançant una pantalla tàctil o una pantalla sensible a la ploma. A continuació, la pantalla tàctil mostra una àmplia gamma d'opcions com ara segells virtuals, imatges, imatges predissenyades, telons de fons de colors, sanefes i bolígrafs que es poden superposar a les fotografies enregistrades.
Les funcions que es poden trobar en algunes d'aquestes màquines poden ser múltiples. Poden personalitzar la bellesa dels clients, modificant d'aquesta manera la il·luminació de les pròpies imatges, fer brillar més els ulls, canviar el cabell, aportar un color més vermellós als llavis i solucionar qualsevol imperfecció difuminant-la. Altres funcions inclouen retallar l fons original i substituir-lo per un altre.
Finalment, el nombre i la mida de les fotografies que es volen imprimir seran escollides pels clients. Les imatges s'imprimeixen en un full brillant a tot color, que es pot retallar i dividir entre el grup de persones que s'hagin fet les fotos. Algunes cabines fotogràfiques també permeten enviar les imatges als telèfons mòbils dels clients. Altres fotamons tenen un escàner i un ordinador portàtil a la caixa perquè els clients escanegin i copiïn la seva imatge original abans de tallar i dividir les imatges entre un grup, si és que les fotografies han estat fetes en col·lectiu i no individual.

## Tipus de fotomatons

### Fotomatons de passaports
La majoria de fotomatons existents s'utilitzen per fotos de passaports. Són màquines automatitzades que funcionen amb monedes i estan dissenyades per imprimir una foto en un format específic que compleixi els requisits de la fotografia del passaport. Es poden imprimir diverses còpies perquè d'aquesta manera els usuaris puguin desar les altres còpies per a usos futurs.
Tradicionalment, els fotomatons o cabines fotogràfiques, contenen un seient o un banc dissenyat per asseure els usuaris que es fotografien. El seient i la cabina en qüestió, sol estar envoltat d'una cortina per permetre una certa privacitat i evitar interferències externes durant la sessió de fotos. Un cop efectuat el pagament, la cabina fotogràfica farà una sèrie de fotografies, tot i que la majoria de les cabines modernes només poden fer una fotografia i imprimir una sèrie d'imatges idèntiques. Abans que la màquina faci la fotografia, hi ha una indicació, com ara un llum o un soroll, que indica al client que prepari la seva postura per la foto. Després de fer la darrera fotografia de la sèrie (normalment entre 3 i 8) la cabina fotogràfica comença a desenvolupar la pel·lícula, un procés que solia trigar uns quants minuts a les antigues cabines de "química humida", però que actualment és un procés que es realitza amb aproximadament uns 30 segons amb tecnologia digital. Per acabar les impressions es donen al client. Les dimensions d'aquestes impressions varien. La mida més clàssica i que resulta més familiar en les antigues cabines fotogràfiques consisteix en quatre quadres en una tira d'uns 4 cm d'amplada per 25 cm de llarg; les impressions digitals solen tenir una disposició quadrada de dues imatges sobre dues imatges.
Els fotomontatges en blanc i negre i els fotomontatges en color, ambdós són molt comuns als Estats Units, però a Europa, el fotomontatge en color ha substituït gairebé tots els fotomontatges en blanc i negre. Tanmateix, les noves cabines digitals ara ofereixen al client l'opció d'imprimir en color o en blanc i negre. La majoria de cabines de fotos modernes utilitzen càmeres de vídeo o digitals en lloc de càmeres de cinema i estan sota control informàtic. Alguns estands també poden produir adhesius, postals o altres ítems amb les fotografies, o bé simplement una tira d'imatges. Sovint inclouen una opció de vores decoratives al voltant de les fotos.

### Fotomatons d'adhesius

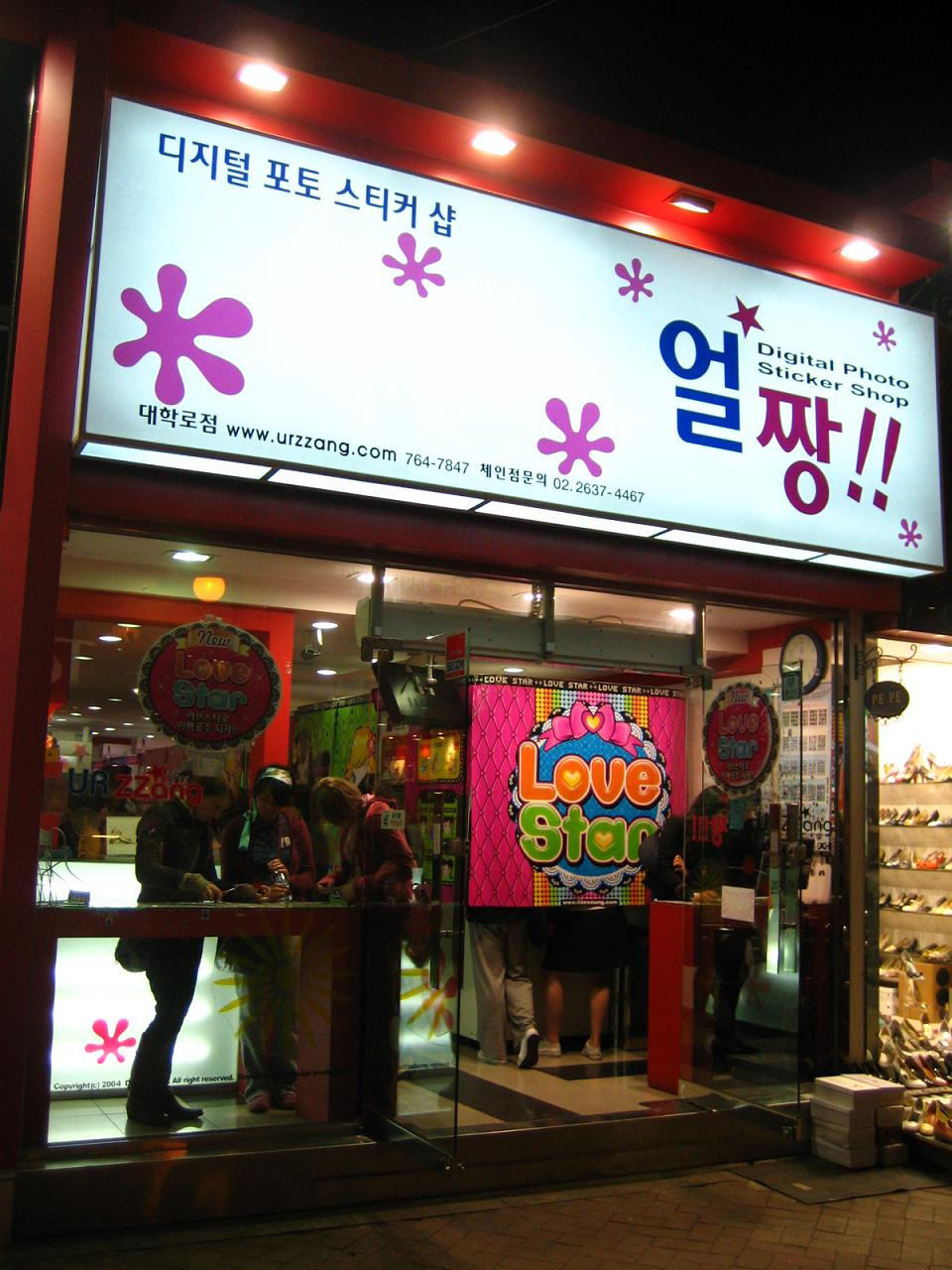
Botiga d'adhesius fotogràfics a Seül, Corea del Sud

Les cabines d'adhesius fotogràfics o màquines d'adhesius fotogràfics són originals del Japó. Són un tipus especial de cabines fotogràfiques que produeixen adhesius fotogràfics. Van néixer i continuen tenint una gran popularitat al Japó i s'han estès per tot Àsia, a Taiwan, Corea del Sud, Hong Kong, Singaupur, Malàsia, Filipines, Xina, Vietnam i Tailàndia. També s'han importat a Austràlia. Algunes d'aquestes cabines també han començat a aparèixer als Estauts Units i al Canadà, tot i que no han deixat cap impressió a Europa quan es van introduir a mitjans dels anys 90.

### Purikura
Al Japó, Purikura es refereix a una cabina d'adhesius fotogràfics. El nom és una forma abreujada de la marca registrada Purinto Kurabu. El nom deriva del club imprès anglès.
Purikura produeix el que avui s'anomena selfies. Purikura és essencialment un encreuament entre una cabina fotogràfica de llicència/passaport tradicional i un videojoc arcade, amb un ordinador que permet la manipulació d'imatges digitals. Això implica que els usuaris es posin davant de la càmera dins de l'estand compacte, fent-se les seves fotografies, i després, imprimir les imatges amb diversos efectes dissenyats per semblar kawaii. La pròpia cabina amb l'ordinador incrustat presenta una sèrie d'eleccions, com ara modificar el fons de la fotografia, sanefes, decoracions que es poden inserir en la pròpia imatge, icones, opcions d'escriptura de text, extensions de cabell, diademes de diamants, efectes de llum i marges decoratius predissenyats.

#### Història de la Purikura

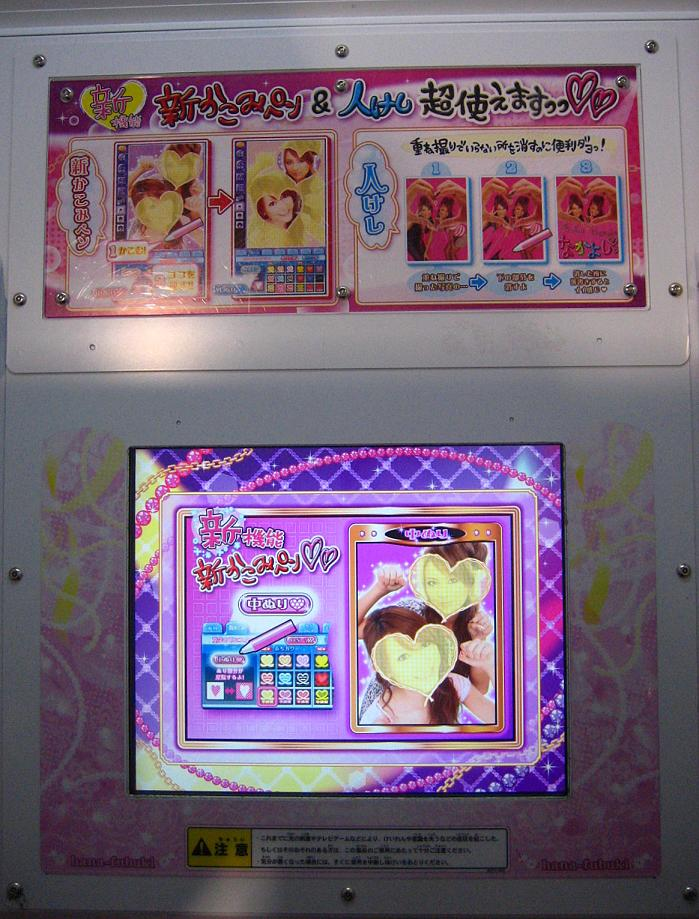
Pantalla tàctil d'una purikura per retocar les fotografies.

Purikura té arrels en la cultura kawaii japonesa, que implica una obsessió per embellir la representació personal en formes fotogràfiques, particularment entre les dones. Purikura sorgeix de la indústria japonesa de videojocs. Va ser concebut el 1994 per Sasaki Mihio, inspirat en la popularitat de la cultura fotogràfica per a noies i els adhesius fotogràfics al Japó dels anys 90. Va treballar per a una empresa japonesa de jocs, Atlus, on va suggerir la idea, però inicialment va ser rebutjada. Finalment, Atlus va decidir perseguir la idea de Miho, i la va desenvolupar amb l'ajut d'una important empresa japonesa de videojocs, Sega, que més tard es va convertir en propietària d'Atlus. Sega i Atlys van introduir el Print Club (Purinto Kurabu), el primer purikura, al febrer del 1995. Inicialment es va col·locar a les sales de jocs, abans d'ampliar-se a altres llocs de cultura popular com botigues de menjar ràpid, estacions de tren, establiments de karaoke i bolos. La revista Game Machine va incloure Printing Club com el joc d'arcade més famos en la categoria de "no videojoc" entre el 1995 i el febrer del 1996, i el segon joc d'arcade amb més èxit durant aquest període, per davant del videojoc arcade de Sega, Virtua Fighter 2.
L'èxit de la màquina Sega-Atlus original va fer que altres empreses japoneses de jocs d'arcade produïssin el seu propi purikura, incloent Neo Print de SNK el 1996 i Puri Puri Campus de Konami (Print Print Campus) al 1997. Purikura es va convertir en una forma d'entreteniment popular entre els joves del Japó, després també de l'Àsia oriental als anys 90. Per aprofitar el fenomen Purikura, els telèfons mòbils japonesos van començar a incloure una càmera frontal, que va facilitar la creació de selfies, des de finals dels anys 90 fins a principis dels anys 2000. Les funcions fotogràfiques de purikura van ser adoptades més tard per aplicacions per a telèfons intel·ligents com Instagram i Snapchat, inclosos els gargots de graffiti o escriure text sobre els selfies, afegir funcions que embelleixen la imatge opcions d'edició de fotografies com ara bigotis de gat o orelles de conill.

### Fotomatons per a selfies en 3D
Una cabina fotogràfica per a selfies en 3D, com ara el Fantasitron situat a Madurodam, el parc miniatura, genere models de selfies en 3D a partir d'imatges en 2D de clients. Aquests selfies són sovint impresos per empreses dedicades a la impressió 3D, com ara Shapeways. Aquests models també es coneixen com a retrats 3D, figuretes 3D o figuretes mini-me.

## Significat cultural dels fotomatons

### Purikura
Purikura ofereix una rara visió de la cultura popular japonesa, especialment de la femenina. Purikura és una activitat social que mai es fa sola. Ara també és una forma d'entreteniment consolidada, la majoria dels japonesos l'han provat almenys una vegada. El lèxic ampli associat amb el purikura també revela que ha crescut fora de la cultura kawaii; el purikura eròtic, el purikura esgarrifós i el purikura de parella són gèneres d'aquesta forma popular d'autofotografia. Graffiti purikura, un gènere alternatiu de purikura, representa el desig de les dones japoneses com a dòcils i manses, els fotògrafs de grafits purikura poden fotografiar-se de manera poc afavorida o afegir adhesius que desafien la tendresa, com ara els diferents emojis que existeixen. Més que una simple frivolitat presumida, la fotografia purikura demostra enginy i creativitat per part de les joves japoneses que busquen formes d'expressió personal.

### Fotomaton Flinders Street Station
Situat a la sortida d'Elizabeth Street de l'estació de ferrocarril més coneguda de Mellbourne, Flinders Street Station, es troba un estand fotogràfic culturalment significatiu. La cabina de fotos (fotomaton) ha estat funcionant contínuament a l'estació des del 1961, i molta gent pensa que s'ha convertit en una part incònica i insustituïble de l'estació. Ha estat mantinguda durant tota la seva vida pel propietari Alan Adler. Durant el miag del 2018, Adler, amb 86 anys, va rebre un preavís de deu dies per retirar la cabina de fotos del Metro Trains Victoria per donar pas a les actualitzacions de l'estacií. Alan va informar a través d'una nota escrita a mà explicant la impactant notícia, que va provocar una reacció generalitzada del públic i el suport a Alan i el seu fotomaton. Després d'una carta escrita com a campanya en contra de tot el que estava passant cap a Metro Trains, el CEO de Transport Públic de Victoria, Jeroen Weimar, va trucar a l'Alan per demanar-li disculpes i assegurar-li que trobaria una nova casa. Dies després van traslladar amb èxit la cabina de fotos a un altre lloc dins de l'estació de Flinders Street. La cabina fotogràfica en qüestió dispara imatges analògiques en blanc i negre i uneix 3 imatges verticalment.

### Fotomatons per a festes
Les empreses de lloguer de cabines fotogràfiques permeten a una persona llogar una cabina fotogràfica per un breu període (normalment es parlen d'hores) per una tarifa.. El lloguer d'aquests fotomatons s'ha fet molt popular als Estats Units principalment per a celebracions de casaments, festes d'aniversari, i tot tipus de celebracions que es puguin fer, ja siguin esdeveniments públics o privats. A més de la cabina fotogràfica i la impressió de tires fotogràfiques il·limitades, les empreses de lloguer solen incloure un auxiliar de cabina fotogràfica per donar servei a la mateixa cabina i ajudar els usuaris si tenen problemes amb el seu funcionament. Les imatges que estan online, els discs compactes que contenen les imatges i la mercaderia relacionada estan fàcilment disponibles. També es destaca que els famosos són usuaris freqüents dels fotomatons a les festes.
A part dels fotomatons tradicionals, en els que s'imprimeixen fotos corrents, els fotomatons moderns també inclouen noves funcions com les següents:
- GIF animats
- Impressió flip book
- Accessoris virtuals, col·locats de manera intel·ligent sobre els ulls, les espatlles o qualsevol part del cos de la persona fotografiada
- Vídeo a càmera lenta
- Efecte de pantalla verde per eliminar el fons i substituir-lo per un altre fons
- Vestits virtuals
- Jocs, sobretot jocs controlats per gesticulacions corporals de Kinect i imprimeixen una foto de la persona i les seves puntuacions
- Reconeixement de gestos facials

## Creixement del lloguer de fotomatons
A mesura que les càmeres digitals, les impressores compactes de fotos i els monitors d'ordinador de pantalla plana estaven àmpliament disponibles a principis de la dècada del 2000, les persones, com que ja es disposaven de recursos per fer-ho, connectaven un ordinador personal i un programari i feien un fotomaton personal. Els empresaris van començar a llogar màquines construïdes seguint aquesta línia en casaments i festes i la idea es va estendre. Del 2005 al 2012, l'interès als Estats Units pel lloguer de cabines fotogràfiques va créixer significativament. El 2016 hi havia més persones que buscaven lloguer de fotomatons que lloguers de DJ a les 15 ciutats més grans d'Amèrica del Nord. Només a Los Angeles, ara hi ha més de 600 empreses de lloguer de cabines fotogràfiques. El lloguer dels fotomatons també s'ha popularitzat en altres països com Canadà, Austràlia i el Regne Unit. Al 2016 hi havia una mitjana de 226.000 cerques mensuals de fotomatons a nivell mundial.